# مات جونسون (فنان)
مات جونسون (بالإنجليزية: Matt Johnson)‏ (و. 1978  م) هو فنان، ونحات أمريكي.

## التعليم
تعلم في جامعة كاليفورنيا، لوس أنجلوس
.